# Steve Bache

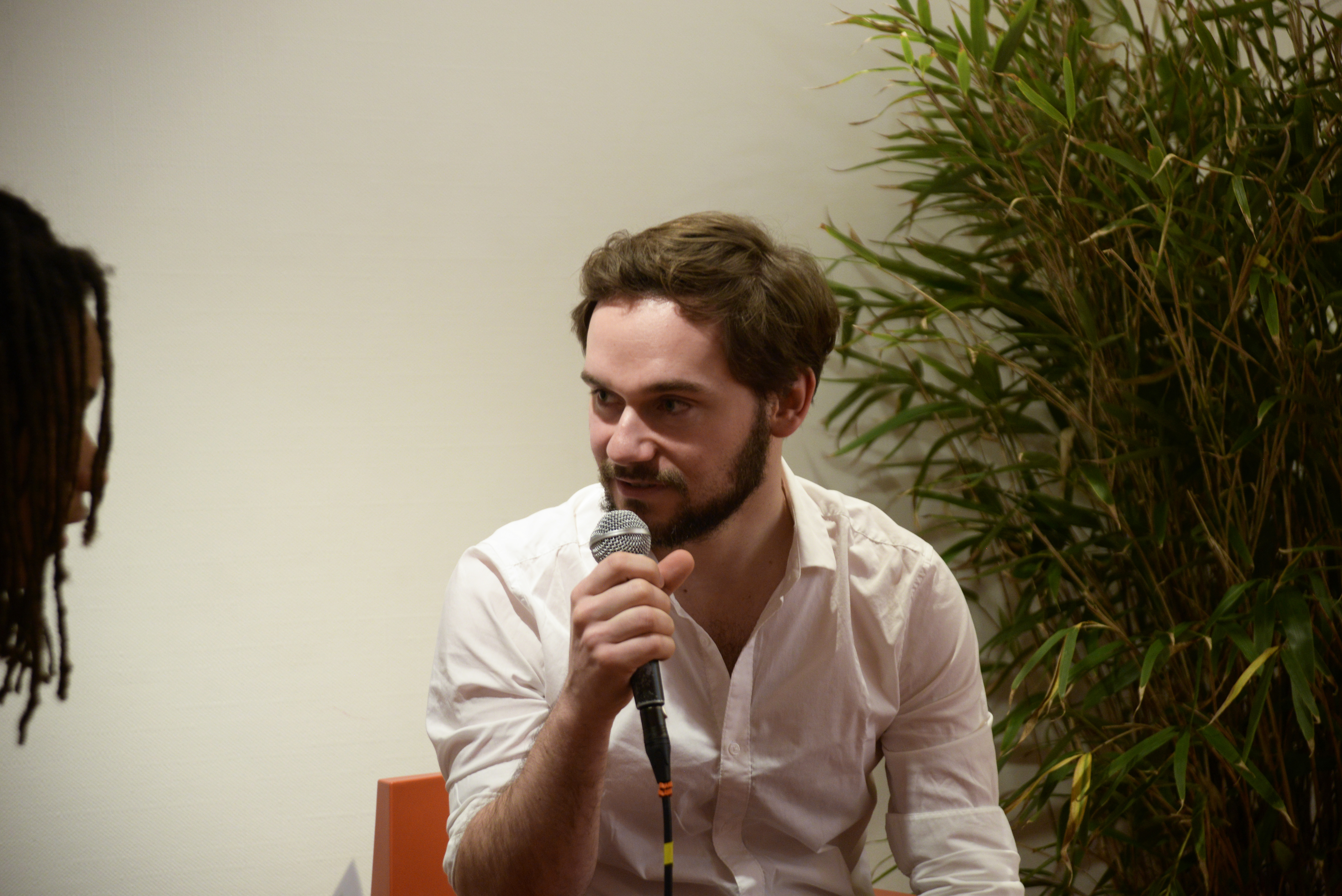
Steve Bache 2021

Steve Bache (* 3. November 1990 in Pirna, Sachsen) ist ein deutscher Filmregisseur, Drehbuchautor und Illustrator.

## Leben und Arbeit
Steve Bache wurde im November 1990 in Pirna, Sachsen geboren. Nach ersten Arbeiten als Comiczeichner, verlegte er seine Leidenschaft für bildliches Erzählen jedoch bald zur Filmregie. Nach dem Abitur schloss er eine Ausbildung zum gestaltungstechnischen Assistenten für Medien und Kommunikation ab. Danach arbeitete er als Regieassistent bei verschiedenen Filmproduktionen in Berlin.
Sein dokumentarischer Animationsfilm Eye for an Eye, den er in Zusammenarbeit mit Mahyar Goudarzi und Louise Peter an der Filmakademie produzierte, war eine interdisziplinäre Arbeit im Seminar von Jochen Kuhn. Der Film wurde 2016 unter anderem mit dem „Short Tiger“ ausgezeichnet sowie für den „Studenten-Oscar“ in der Kategorie „Foreign Animation“ nominiert. Der Kurzfilm bekam das Prädikat Besonders Wertvoll der Deutschen Film- und Medienbewertung.
Im Sommer 2021 schloss er sein Diplomstudium im Fach Regie/Szenischer Film an der Filmakademie Baden-Württemberg ab. Sein Diplomfilm, Fatjona, war Finalist für den „BAFTA Student Film Award 2022“ und gewann unter anderem einen „Gold Screen“ bei den „Young Director Awards 2022 in Cannes“, den „Audience Award“ beim Stop Cadru International Filmfestival 2022 und den Publikumspreis beim mitteldeutschen Kurzfilmfestival „KURZSUECHTIG“ 2023.
Im November 2024 erschien sein Debütfilm No Dogs Allowed mit Carlo Krammling und Robin Sondermann in den Hauptrollen. Der Film feierte seine Premiere auf dem 28th Tallinn Black Nights Film Festival, wo Bache den Preis für den „Besten Film“ in der „First Feature Competition“ gewann. Auf der 30. Filmschau Baden-Württemberg konnte der Film außerdem den Hauptpreis für den „Besten Spielfilm“ gewinnen. Das Drama thematisiert unter anderem die sensible Problematik der Pädophilie im Jugendalter, die damit verbundenen Stigmatisierungen und gesellschaftlichen Zwänge sowie die komplexe Dynamik von Täter-Opfer-Beziehungen. Seit dem 19. November 2024 ist No Dogs Allowed in der ZDF-Mediathek abrufbar.

## Filmografie (Auswahl)
- 2011: The Two Brothers (Kurzfilm – Drehbuch, Regie)
- 2014: Ballade vom Aufbruch (Kurzfilm – Drehbuch, Regie)
- 2015: Mon Chéri (Kurzfilm – Drehbuch, Regie)
- 2016: Eye for an Eye (Kurzfilm – Regie)
- 2017: Die Vertreibung der Elefanten (Kurzfilm – Regie)
- 2018: Sprechende Löcher (Kurzfilm – Regie: Steve Bache & Andreas Kessler)
- 2019: Der Käpt'n (Kurzfilm – Regie)
- 2021: Supernova (Kurzfilm – Regie)
- 2022: Fatjona (Kurzfilm – Regie)
- 2024: No Dogs Allowed (Drama – Regie)

## Auszeichnungen
- 2015: Gewinner des „Filmkunstpreises der Evangelischen Jugend Mitteldeutschland“ für Mon Chéri[16]
- 2016: Gewinner des „Next Generation Short Tiger“ von German Films für Eye for an Eye[5]

- 2016: Finalist bei den Student Academy Awards der Academy of Motion Picture Arts and Sciences in der Kategorie Foreign Animation für Eye for an Eye[6]
- 2019: Gewinner „Best International Short Film“ beim Euroshorts Film Festival für Der Käpt'n[17]
- 2022: Finalist für den BAFTA Student Film Award für Fatjona[8][11]
- 2024: Gewinner „First Feature Competition“ auf dem 28th Tallinn Black Nights Film Festival für No Dogs Allowed[13]
- 2024: Gewinner „Bester Spielfilm“ auf der 30. Filmschau Baden-Württemberg[14]